# Гвоздика пышная
Гвозди́ка пы́шная (лат. Diánthus supérbus) — вид многолетних травянистых растений рода Гвоздика семейства Гвоздичные (Caryophyllaceae).

## Название
Родовое название растения переводится с латыни как «божественный цветок», а видовой эпитет — «пышная» или «великолепная».

## Ботаническое описание

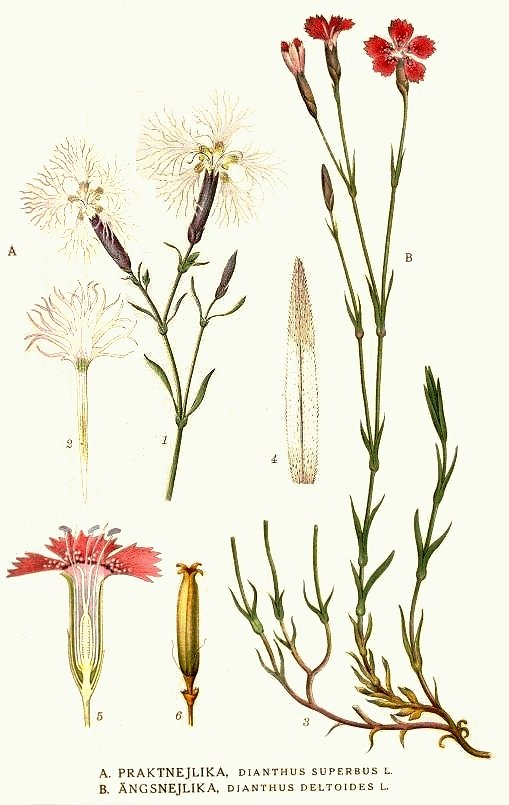
А. Гвоздика пышная
Б. Гвоздика травянка

Невысокое травянистое многолетнее растение с ползущим корневищем и узкими линейными листьями. Высота одиночных восходящих голых стеблей составляет 15—60 сантиметров. Побеги вегетативные, укороченные.
Крупные, ароматные цветки на длинных двухсантиметровых цветоножках с розоватыми или сиреневыми лепестками достигают 4 см в диаметре. Лепестки рассечены на множество нитевидных долей. Андроцей состоит из десяти тычинок, гинецей — из двух столбиков. Сростнолистная, цилиндрическая чашечка имеет до 2,3 см в длину и 0,5 см в диаметре. Цветение гвоздики пышной приходится на июнь — июль с возможным повторным цветением в октябре.
Семена чёрного цвета эллиптической формы.

## Распространение и среда обитания
Произрастает на лугах, лесных опушках, морском побережье, скальных склонах и разреженных лесах умеренной и умеренно-холодной зон Евразии.
Ареал гвоздики пышной простирается от Центральной Европы и Скандинавии, через практически всю территорию России (кроме Крайнего Севера и Юга), и до Монголии (по некоторым данным — до Японских островов) на востоке.
В России гвоздика пышная встречается в северной половине европейской части, в Сибири и на Дальнем Востоке.

## Значение и применение
Гвоздика пышная является лекарственным и декоративным растением. В культуре неприхотливо и морозоустойчиво. Используется для бордюров, каменистой горки и ковровых посадок.
Изготовленные из данного вида препараты обладают успокаивающим, потогонным, противосудорожным, кровоостанавливающим и обезболивающим действием. Применяется в народной медицине России, Европы, Тибета и Японии. Настой гвоздики служит средством при маточных кровотечениях, детских судорогах, головной боли и заболеваниях мочевого пузыря. Наружно применяется при дерматитах и для промывания воспалённой слизистой оболочки глаз. Точный химический состав растения не изучен, известно, что цветки гвоздики пышной содержат ароматическое эфирное масло, а листья — сапонины — безазотистые гликозиды растительного происхождения с поверхностно-активными свойствами. Во всём растении обнаружены следы алкалоидов.
Медонос, один цветок растения может давать до 44 мг нектара.
По наблюдениям, в Хакасии и Восточной Сибири удовлетворительно поедается овцами, плохо лошадьми. На субальпийских лугах Кыргызстана поедается удовлетворительно овцами, почти не поедается крупным рогатым скотом. Алтайским маралом (Cervus elaphus sibiricus) на Алтае поедается слабо. На севере Урала поедается северным оленем (Rangifer tarandus). Ряд исследователей считали гвоздику пышную не поедаемой скотом.

## Охранный статус
Несмотря на то, что ареал растения простирается через всю Россию, во многих регионах гвоздика пышная занесена в региональные Красные книги. Кроме того, данный вид числится в Красных книгах Восточной Фенноскандии, Латвии, Эстонии и Львовской области Украины.
Среди территорий России, на которых охраняется гвоздика пышная, — Симбозерский заказник, Юкспоррлак (оба в Мурманской области) и Снетогорско-Муровицкий памятник природы (Псковская область).
Основными лимитирующими факторами являются рекреационное воздействие и несанкционированный сбор в букеты.

## Гвоздика пышная в Японии
В японской культуре существует идиоматическое выражение ямато-надэсико, образованное иероглифами Ямато (яп. 大和) — тут — японский национализм, «дух Ямато» и надэсико (撫子和) — «гвоздика пышная». Выражение означает патриархальный идеал женщины в традиционном японском обществе.
В Японии гвоздика пышная является одним из семи традиционных осенних цветков хаги (клевер), сусуки (серебряная трава, мискантус), кудзу (пуэрария лопастная), надэсико (гвоздика пышная), оминаэси (японская валериана), фудзибакама (посконник прободённый), кикё (китайский колокольчик).
Гвоздика пышная является символом посёлка Кавакита, находящегося в уезде Номи префектуры Исикава, и села Тонаки, расположенного в уезде Симадзири префектуры Окинава.

## Классификация

### Таксономия
Dianthus superbus  L., 1753, Sp. Pl.: 412
Вид Гвоздика пышная относится к роду Гвоздика (Dianthus) семейства Гвоздичные (Caryophyllaceae) порядка Гвоздичноцветные (Caryophyllales). Кладограмма в соответствии с Системой APG IV по состоянию на декабрь 2023 года:
|  |                                      |  |                                   |                                   |                      |  | ещё 40 семейств | ещё 40 семейств |                 |  |                          |  | еще 409 подтвержденных видов и 21 вид, ожидающий подтверждения | еще 409 подтвержденных видов и 21 вид, ожидающий подтверждения |  |
|  |                                      |  |                                   |                                   |                      |  | ещё 40 семейств | ещё 40 семейств |                 |  |                          |  | еще 409 подтвержденных видов и 21 вид, ожидающий подтверждения | еще 409 подтвержденных видов и 21 вид, ожидающий подтверждения |  |
|  |                                      |  |                                   | порядок Гвоздичноцветные          |                      |  |                 |                 | род Гвоздика    |  |                          |  |                                                                |                                                                |  |
|  |                                      |  |                                   | порядок Гвоздичноцветные          |                      |  |                 |                 | род Гвоздика    |  | 5 внутривидовых таксонов |  |                                                                |                                                                |  |
|  | отдел Цветковые, или Покрытосеменные |  |                                   |                                   | семейство Гвоздичные |  |                 |                 | Гвоздика пышная |  |                          |  |                                                                |                                                                |  |
|  | отдел Цветковые, или Покрытосеменные |  |                                   |                                   |                      |  |                 |                 |                 |  |                          |  |                                                                |                                                                |  |
|  |                                      |  | ещё 63 порядка цветковых растений | ещё 63 порядка цветковых растений |                      |  |                 | еще 97 родов    | еще 97 родов    |  |                          |  |                                                                |                                                                |  |
|  |                                      |  |                                   | ещё 63 порядка цветковых растений |                      |  |                 |                 | еще 97 родов    |  |                          |  |                                                                |                                                                |  |

### Внутривидовые таксоны
- Dianthus superbus subsp. alpestris Kablík. ex Čelak.
- Dianthus superbus subsp. autumnalis Oberd.
- Dianthus superbus subsp. stenocalyx (Trautv. ex Juz.) Kleopow
- Dianthus superbus subsp. superbus
- Dianthus superbus var. amoena Nakai

| |  |  |  |  |
| Слева направо — Цветок гвоздики пышной и некоторых ранее выделявшихся подвидов: Dianthus superbus subsp. longicalycinus, Dianthus superbus subsp. alpestris, Dianthus superbus var. speciosus; плоды и семена |  |  |  |  |

### Синонимы
- Caryophyllus superbus (L.) Moench
- Cylichnanthus fimbriatus (Lam.) Dulac
- Dianthus contortus Sm.
- Dianthus fimbriatus Lam.
- Dianthus multifidus Gilib.
- Dianthus plumarius Gunnerus ex Spreng.
- Dianthus revolutus Tausch
- Dianthus schizopetalus Wallr.
- Dianthus superbus f. albiflorus Iljinski
- Dianthus superbus f. albiflorus Honda
- Dianthus superbus f. albiflorus Tatew.
- Dianthus superbus f. albus Popov
- Dianthus superbus f. leucanthus T.Shimizu
- Dianthus superbus subsp. norvegicus M.Kuzmina
- Dianthus superbus subsp. silvestris Čelak.
- Dianthus superbus var. rubicundus Ser.
- Dianthus superbus var. subobtusus Regel & Herder
- Dianthus superbus var. superbus
- Dianthus szechuensis F.N.Williams
- Dianthus wimmeri Wich.
- Plumaria revoluta (Tausch) Opiz
- Plumaria superba (L.) Opiz
- Silene superba (L.) E.H.L.Krause